# Transport rapide régional aéroportuaire Montréal-Mirabel
Le transport rapide régional aéroportuaire Montréal-Mirabel (TRRAMM) était un projet de liaison ferroviaire entre le centre-ville de Montréal et l'aéroport international Montréal-Mirabel présenté en 1974. Outre l'aéroport, le TRRAMM devait aussi desservir les banlieues nord de la région métropolitaine. Cette vocation fut renforcée en 1975 et le projet renommé réseau express métropolitain (REM).
Faute de financement, ces projets n'ont jamais dépassé les planches à dessin et l'aéroport de Mirabel n'a jamais bénéficié d'un lien ferroviaire. Les passagers devaient utiliser le réseau autoroutier ou des autobus express.

## Histoire
En 1970, débute la construction d'un nouvel aéroport international pour Montréal à Mirabel. La même année, une étude indique la nécessité de le relier au centre-ville par un moyen de transport collectif rapide. D’autres études sont entamés fin 1972 dans le but de définir quel système pourrait être opérationnel dès 1980. 

### TRRAMM
En mai 1974, le ministère des transports du Québec (MTQ) présente une étude préliminaire nommée transport rapide régional aéroportuaire Montréal-Mirabel (TRRAMM). Le réseau ferroviaire proposé moderniserait deux lignes existantes afin de former une boucle entre Montréal et Mirabel. Le coût total du système est évalué à 438 millions de dollars canadiens de 1973 (2,45 milliards de dollars de 2018). L'infrastructure et les équipements fixes représentant 73 % de cet investissement et le matériel roulant 27 %. En septembre, un comité d'experts, provenant des secteurs publics et privés, forme le Bureau d’aménagement du réseau express de Montréal (BAREM). 
Début 1975, des représentants des banlieues Est de Montréal, s'estimant écartées du projet global, remettent au BAREM une étude qu'ils ont menée. La firme Paul, Renaud, Dorval et Associés propose de connecter au TRRAMM un train rapide joignant L'assomption à la Gare centrale en passant par Repentigny, Pointe-aux-Trembles, Rivière-des-Prairies, Montréal-Nord et Mont-Royal. Le rapport du BAREM ignorant les demandes de l'Est, le Parti québécois, alors dans l'opposition, s'empare de la question.

### Réseau express métropolitain (REM)

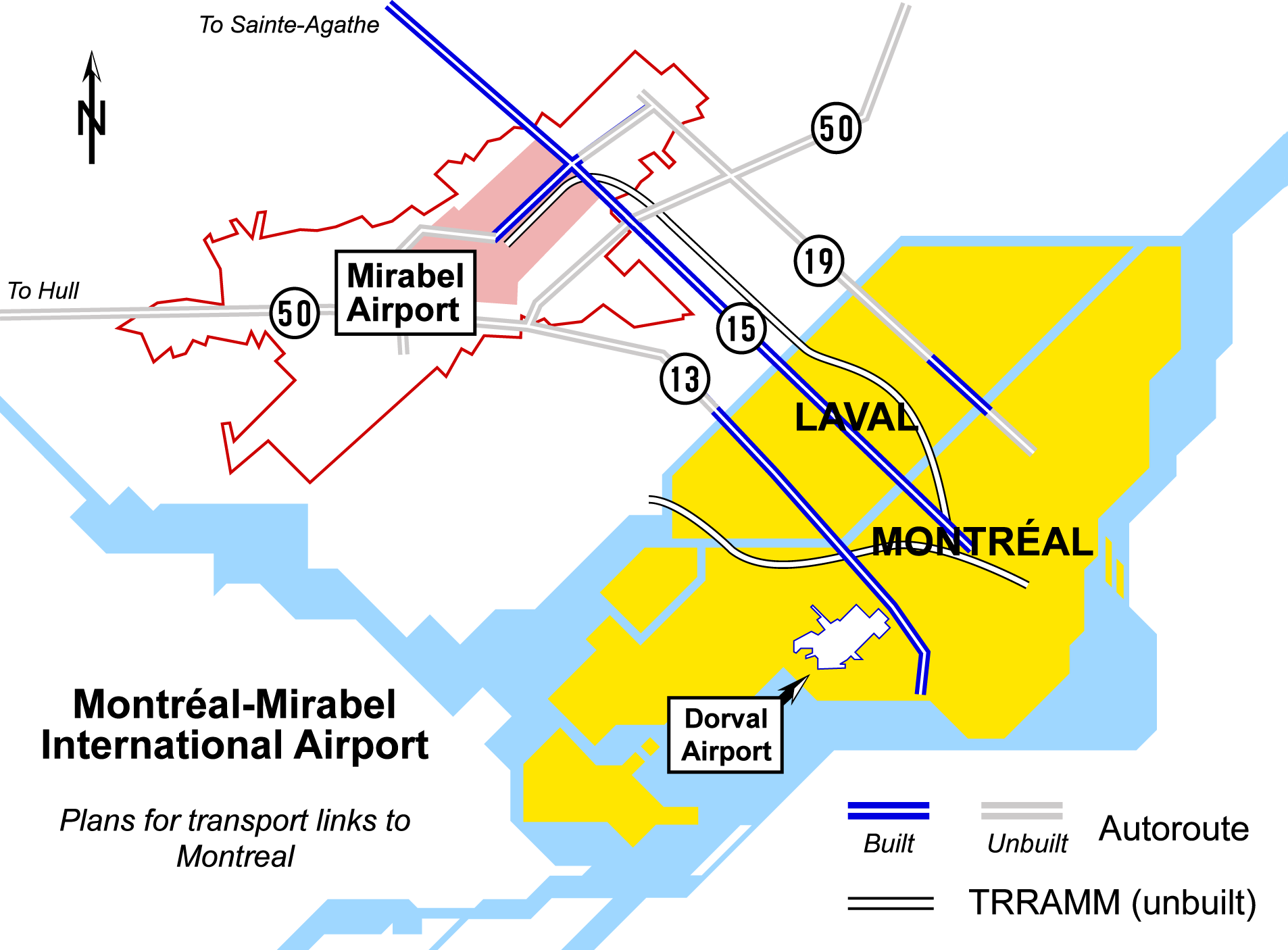
Le tracé révisé en 1975. Le TRRAMM devient le REM.

En juillet 1975, le BAREM divise presque par deux le coût du projet (250 millions de dollars de 1975) à la suite d'une réorganisation abandonnant l'une des deux branches au profit d'une desserte bonifiée des banlieues de la Rive-Nord, atteignant Saint-Jérôme,. La construction devait débuter en 1977 pour une entrée en service progressive à partir de 1981. Le TRRAMM, s'inspirant du Réseau express régional parisien, prend le nom de Réseau express métropolitain (REM).
La construction des rames aurait pu profiter à l'entreprise locale Bombardier, qui venait de se lancer dans le domaine ferroviaire avec le rachat de MLW-Worthington.
En avril 1976, le BAREM proposa un projet REM étendu par des lignes ultérieures vers Rigaud à l'ouest, Belœil au sud-est, Châteauguay au sud et Repentigny à l'est, en plus de celles, prioritaires, vers Deux-Montagnes au nord-ouest et l’aéroport de Mirabel au nord. En août de la même année, à la demande du ministre des transports, une réserve foncière fut prise sur des terrains à Laval devant accueillir les stations. L’étude préliminaire du BAREM était attendue pour avril 1977.

### REM ou métro?
Alors que le BAREM poursuivait ses études, la communauté urbaine de Montréal (CUM) souhaitait la continuation de l'extension du métro, or le gouvernement du Québec, devenu le principal financier, venait de soumettre à un moratoire les chantiers montréalais en raison de l'explosion des coûts. Une lutte s'engagea alors entre la CUM et Québec, tout prolongement ne pouvant se faire sans l'accord des deux parties. La CUM souhaitait prolonger la ligne 2 du métro pour l'interconnecter à la ligne de Deux-Montagnes du Canadien National (CN) qu'elle proposait de convertir en métro léger. Le BAREM, quant à lui, préconisait l’arrêt du prolongement de cette même ligne 2 après la station Snowdon, pour sauver des fonds qui seraient alloués à la modernisation de la ligne du CN.

### Abandon du projet
Sur demande de la Chambre de commerce de Montréal, les vols intérieurs ne furent pas transférés de Dorval à Mirabel après l'ouverture de ce dernier en octobre 1975. Aussi, les autocars Aeroservice de la Commission de Transport de la Communauté urbaine de Montréal (CTCUM), organe de la CUM, apparaissent suffisants pour transporter les passagers internationaux vers Montréal.
Les gouvernements fédéral et provincial devaient se partager les coûts du projet de liaison ferroviaire mais aucun accord ne fut conclu. L'accession d'un parti souverainiste au pouvoir à Québec, en novembre 1976, qui n’améliorait pas les relations avec Ottawa, et les débuts difficiles de l’aéroport de Mirabel, conduisirent Québec à mettre fin aux études du BAREM en février 1977.
Le Comité des transports de la région de Montréal (CTRM), avança, un an après sa création en août 1976, un projet REM conservant la liaison vers le nord mais abandonnant, dans un premier temps, la desserte rapide de l’aéroport et le percement d'un nouveau tunnel,. Le BAREM, devenu le Conseil des transports de la région de Montréal (COTREM), préconisa, dans son rapport publié fin septembre 1977, de favoriser le duo autobus-métro,. 
Désirant limiter l’étalement urbain, Québec leva partiellement le moratoire en 1977 sur l'extension du métro puis proposa, fin 1978, un train rapide aéroportuaire Montréal-Mirabel n'ayant qu'un seul arrêt à Laval (station Concorde), abandonnant de fait, si ce n'est le nom, la dimension régionale du service.
En décembre 1979, le gouvernement québécois revint à une vision centrée sur la banlieue et proposa un « métro régional  » reposant sur la modernisation de cinq lignes existantes dans son plan de transport intégré pour la région de Montréal, ou plan De Belleval. En 1981, ce projet fut raccourci à deux lignes, dont la ligne 6 qui relierait la gare centrale à l'Est de Montréal jusqu’à Pointe-aux-Trembles. Ces plans ne furent pas accueillis favorablement par les acteurs locaux (CTCUM et Bureau de Transport métropolitain), qui préféraient développer le réseau souterrain (ligne 7) et sera lui aussi annulé par le MTQ en 1985.

## Projet
D’après une étude, voyageurs et employés de l’aéroport n’auraient représentés que 20 % de la clientèle, le reste étant des habitants des banlieues effectuant des liaisons domicile-travail.

### Matériel roulant
Pour des raisons de coût et de fiabilité, un matériel roulant ferroviaire conventionnel fut préféré aux alternatives proposées : monorail, aérotrain, métro sur pneumatiques et train à sustentation magnétique (Transrapid de Krauss-Maffei). Les rames envisagées devaient être composés de voitures automotrices électriques (25 000 volts alternatif) de 85 pieds (25,9 mètres) de long pour 10,5 pieds (3,2 mètres) de large et pouvant accueillir 200 passagers,.
Les rames auraient été capables de vitesses de 140 km/h ce qui aurait permis de relier l’aéroport de Mirabel en moins de 30 minutes.

### Tracé
La première version du TRRAMM aurait utilisé les infrastructures de la ligne de Deux-Montagnes, dont le tunnel sous le Mont-Royal, qui auraient eu leurs signalisation améliorée. La ligne aurait été prolongée depuis son terminus à Deux-Montagnes jusqu'à l’aéroport de Mirabel. Une seconde branche, plus à l'est, passant en tunnel sous la rivière des Prairies pour rejoindre l'emprise existante du Canadien Pacifique, aurait doublée la ligne entre l’aéroport et les environs de la gare Bois-Franc, permettant ainsi de desservir les villes de Sainte-Thérèse et Blainville.
Le tunnel existant sous le Mont-Royal atteignant ses limites de capacités, la seconde version du tracé (REM) prévoyait le percement d'un nouveau tunnel depuis les abords de la station McGill jusqu'aux environs de la gare Parc,. La branche Est aurait été conservée et prolongée jusque Saint-Jérôme. Cependant, la branche ouest n’étant plus prolongée jusque l’aéroport, elle n'aurait pas été modernisée aux standards du reste du réseau.

### Liste des stations projetées
| Branche Ouest  | Branche commune     | Branche Est    |
| -------------- | ------------------- | -------------- |
|                | Gare centrale       |                |
|                | Mont-Royal          |                |
|                | Cote Vertu          |                |
| Val Royal      |                     | Laval          |
| Saraguay       |                     | Auteuil        |
| Roxboro        |                     | Sainte-Thérèse |
| Laval-Ouest    |                     | Blainville     |
| Deux-Montagnes |                     | Saint-Janvier  |
|                | Aéroport de Mirabel |                |

| Branche Ouest  | Branche commune | Branche Est         | Notes                                                |
| -------------- | --------------- | ------------------- | ---------------------------------------------------- |
|                | Gare centrale   |                     | correspondance avec la ligne orange du métro         |
|                | McGill          |                     | 4 voies, correspondance avec la ligne verte du métro |
| Val Royal      |                 | Avenue du Parc      |                                                      |
| Saraguay       |                 | Bordeaux            | Bordeaux est une station potentielle                 |
| Roxboro        |                 | Laval               |                                                      |
| Laval-Ouest    |                 | Auteuil             |                                                      |
| Deux-Montagnes |                 | Sainte-Thérèse      |                                                      |
|                |                 | Saint-Janvier       |                                                      |
|                |                 | Aéroport de Mirabel |                                                      |
|                |                 | Saint-Jérôme        |                                                      |

## Postérité
Plus que le même nom, le projet Réseau express métropolitain (REM), lancé en 2016, reprend de son aïeul : une station dans le sous-sol de l’aérogare (mais à Dorval plutôt qu'à Mirabel), un matériel roulant fer sur fer électrique, l'utilisation de la ligne Deux-Montagnes modernisée, la création d'une station sous l'avenue McGill College et un arrêt à la gare centrale.